# Gonzalo Gutiérrez Montilla
Gonzalo Gutiérrez Montilla ( - 20 de junio de 1602) fue un clérigo español que llegó a ser obispo de Mondoñedo y Oviedo
El 16 de noviembre de 1593 fue promovido para el cargo de obispo de Mondoñedo tomando posesión del puesto en 1594.
El 18 de septiembre de 1598 fue nombrado obispo de Oviedo, puesto en el que se mantiene hasta su fallecimiento el 20 de junio de 1602
| Predecesor: Isidoro Caja de la Jara | Obispo de Mondoñedo 1593–1594 | Sucesor: Diego González Samaniego    |
| Predecesor: Diego Aponte Quiñones   | Obispo de Oviedo 1598–1602    | Sucesor: Alonso Martínez de la Torre |

- Datos: Q6440110